# Pietà-Kapelle Oberlaa

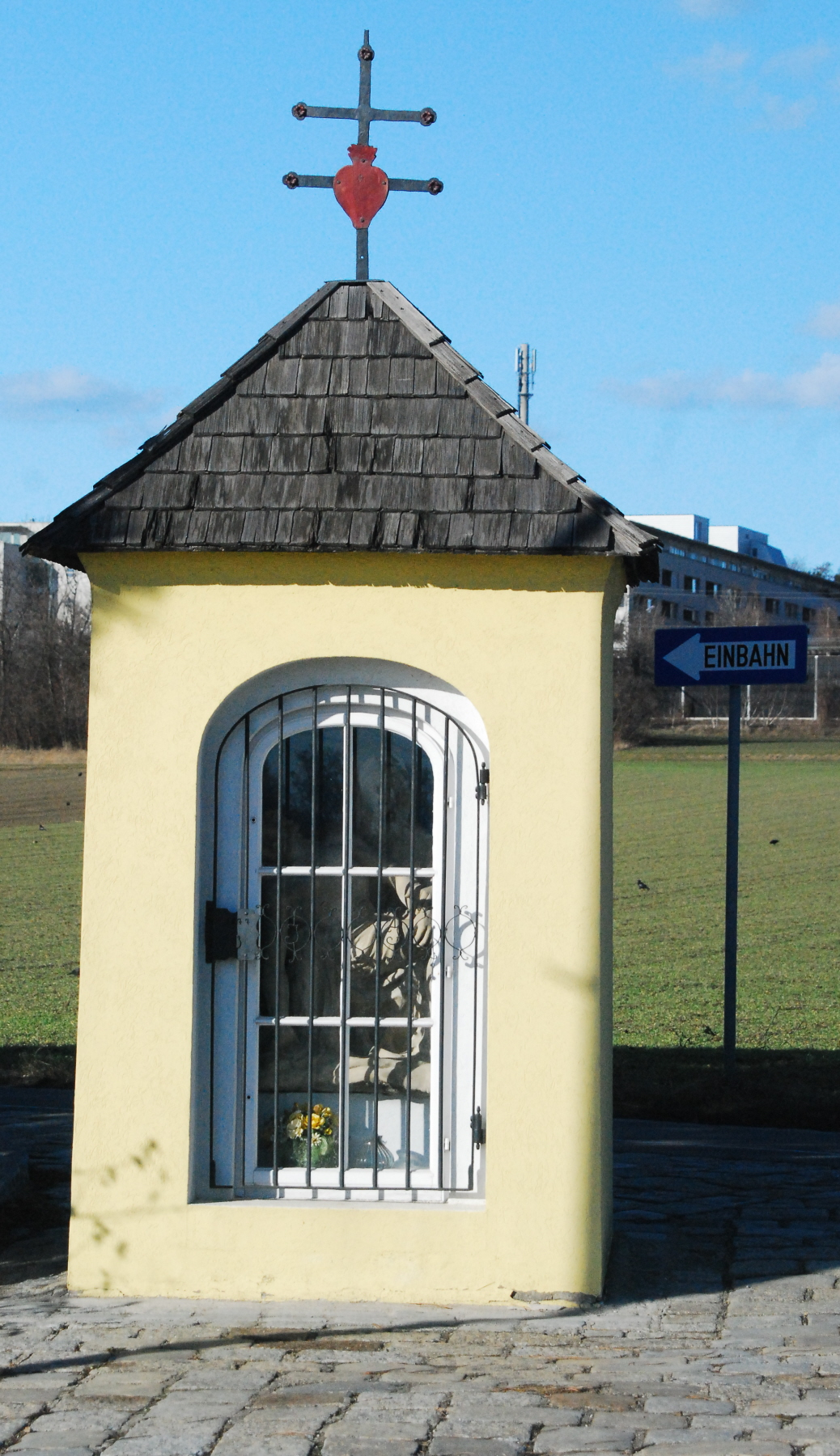
Pietà-Kapelle oder Pietà-Breitpfeiler

Die Pietà-Kapelle, eigentlich ein Pietà-Breitpfeiler, ist ein Kapellenbildstock im 10. Wiener Gemeindebezirk Favoriten, Bezirksteil Oberlaa. Sie steht an der Einmündung der Friedhofstraße (früher „Hintere Zeile“ genannt) in die Oberlaaer Straße (bei Nr. 8) am östlichen Ortsrand.

## Geschichte und Bauweise
Der kapellenartigen Bildstock mit fast quadratischem Grundriss hat eine vergitterte Nische. Auf dem Schindeldach befindet sich ein zweiarmiges Kreuz mit Kleeblattenden und Flammenherz auf dem unteren Querbalken (Herz-Jesu-Doppelkreuz). In der Nische ist eine Pietà-Plastik zu sehen. Diese und das Gitterschloss tragen die Jahreszahl 1877.
Eine frühere Existenz dieses Breitpfeilers beweist ein Vermerk in der Pfarrchronik, dass in den Jahren 1783 bis 1852 in Oberlaa wie auch anderswo ein vom Ortspfarrer geführtes Armeninstitut bestand, dessen Einkünfte außer durch Spenden und Kirchensammlungen „vom Opferstock beim Kreuz unterm Dorf“ stammten. Hier stand also offenbar der Vorläufer des heutigen Bildstockes. Über dessen Errichtung sind keine Unterlagen vorhanden.
Anlässlich der mit einer kleinen Ortsveränderung verbundenen Renovierung im Jahre 1965 erfolgte auch eine Neugestaltung der Nischenöffnung und der Ersatz des desolaten ursprünglichen Schindeldaches durch ein solches aus Blech. Als 1992 durch einen Lkw-Unfall der Bildstock total zerstört wurde, stellte man eine detailgetreue Rekonstruktion her und deckte das Dach wiederum wie früher mit Schindeln.

## Volkstum
Alljährlich am 25. April findet die Markusprozession statt, bei der für eine gute Weinernte gebetet wird. Diese Prozession führt von der Pfarrkirche Oberlaa über die An der Kuhtrift zum Schmerber-Kreuz, weiter zum Roten Kreuz, zur Pietà-Kapelle und wieder zurück zur Pfarrkirche in Oberlaa.